# شوجی کوسانو
شوجی کوسانو (انگلیسی: Shuji Kusano؛ زادهٔ ۲ آوریل ۱۹۷۰) بازیکن فوتبال اهل ژاپن است.
از باشگاه‌هایی که در آن بازی کرده‌است می‌توان به باشگاه فوتبال کاشیوا ریسول اشاره کرد.